# Radana Šatánková
Radana Šatánková (* 29. března 1980 ve Frýdku-Místku) je česká spisovatelka (básnířka a prozaička), kulturní publicistka, editorka, produkční, kurátorka výstav výtvarného umění, lektorka, interpretka poezie, dramaturgyně kulturních pořadů. Organizátorka společenského kulturního života. Od roku 1999 žije v Praze.

## Život a dílo
Dosud jí vyšlo sedm samostatných sbírek poezie a jedna reminiscenční próza, nyní připravuje k vydání další knižní tituly. Dlouhodobě spolupracovala se současnými výtvarníky, dále s rozhlasem i hudebníky (ze spolupráce vznikly rozhlasové pořady i dva CD nosiče). Četnou účast v almanaších české literatury započala v roce 1997 při Literárním klubu Petra Bezruče. Autorka je členkou organizací, skupin a spolků - např. Syndikát novinářů ČR, Svaz českých fotografů, Obec spisovatelů ČR, Rada Obce spisovatelů ČR, Dialog na cestě, Operace Ester, Skupina XXVI, Království lašské, Klub přátel Žižkova… Veřejně vystupovat a časopisecky publikovat začala coby skoro patnáctiletá (sezona 1994/1995).
Lašská rodačka Radana Šatánková je hrdá na svůj lašský původ, propaguje rodný kraj a jeho tradice a spojuje vzdálenější čtenářské obce. Je zakladatelkou a předsedkyní spolku Krasomil, který na území Frýdku-Místku, Ostravy, Prahy a jejího okolí uskutečňuje rozmanité kulturní projekty a aktivity. Autorčiným posláním je bořit předsudky o poezii, oslovovat mladé i dříve narozené a zvláště pak ty, kteří si myslí, že poezie je nuda a přežitek. Věnuje se též divadlu, skupinové a individuální biblioterapii a veršoterapii. Spolupořádala také festivaly. Podnikla několik autorských výstav fotografií, vede workshopy, přednášky a pravidelné literárně-historické vycházky, těšící se oblibě veřejnosti.
V roce 2010 přijala svátost křtu (a jméno Marie); za svůj dosavadní život zakusila desatero povolání - např. uklízečka, biletářka v kině, redaktorka, předsedkyně neziskové organizace atd.

## Citát
„Býti básnířkou je permanentní stav!“

## Dílo

### Knihy - výběr
- ŠATÁNKOVÁ, Radana. OKNO V ZAHRADĚ (básnický debut), vl. nákladem, 1995.
- ŠATÁNKOVÁ, Radana. --DOKOŘÁN, 1999. 2., dopl. vyd. Frýdek-Místek: R. Šatánková, 2008. 54 s. ISBN 978-80-254-2166-6.
- ŠATÁNKOVÁ, Radana. BÁSNĚ A TEXTY z let 1995–2002, vl. nákladem, 2002.
- ŠATÁNKOVÁ, Radana. PROLÍNÁNÍ. Vydání první. Frýdek-Místek: Persidis, 2005. 36 s.
- ŠATÁNKOVÁ, Radana. PROLÍNÁNÍ: výběr básní z let 2003–2005. 2. vyd. Toronto: Moravia Publishing, 2008. 36 s.
- ŠATÁNKOVÁ, Radana. BABI, UKAŽ ZUBY. Povídkový cyklus. 2000. KukuPress, vyd. 2006.
- ŠATÁNKOVÁ, Radana. MEDÚZA: básně z let 2005–2008. V Tribunu EU vyd. 1. Brno: Tribun EU, 2009. 65 s. Knihovnicka.cz. ISBN 978-80-7399-691-8.
- ŠATÁNKOVÁ, Radana. DOMOVNÍ SCHŮZE: básně z let 2009–2013. V Tribunu EU vyd. 1. Brno: Tribun EU, 2014. 73 s. Knihovnicka.cz. ISBN 978-80-263-0578-1.
- ŠATÁNKOVÁ, Radana a VESELÝ, Eda. ŽižkOFFnaEX: básně věnované Žižkovu a Žižkovanům. Ve vydavatelství Kampe vydání první. Praha: Kampe, 2016. 77 stran. ISBN 978-80-902955-9-9.
- ŠATÁNKOVÁ, Radana. DEDIKACE / PODARUNKY. Básnická dvojknížka. Výbor z let 2014–2022. Vydání: první. [Praha]: Talent Pro ART, s.r.o., 2022. 102 stran. ISBN 978-80-7629-126-3.

### Audio - nosič CD
- ŠATÁNKOVÁ, Radana. Trychtýřem do hlavy [zvukový záznam]. [Brno]: Agadir, [2015], ©2015. 1 CD audio.
- VRCHOTA, Ladislav. Písně na texty Radany Šatánkové. Vl. nákladem, 2017.

### Účast v Almanaších a Sbornících - výběr
- NÁŠ SVĚT. Almanach vítězných prací literární soutěže z let 1993–1997. Vydala Městská knihovna ve Frýdku-Místku ve spolupráci s MIKO PRESS v prosinci 1997.
- MŮJ SVĚT. Výběr básní literární soutěže Můj svět z let 1993–2013. Vydáno u příležitosti jubilejního 20. ročníku lit. soutěže při Městské knihovně Frýdek-Místek. Frýdek-Místek: 2013.
- CESTOU ŽIVOTEM. Sbírka básní členů LKPB ve Frýdku-Místku k důležitým událostem v životě občanů - narození dítěte, svatbám, různým slavnostním příležitostem a smutečním obřadům. Vyd. Městský úřad ve F-M a LKPB, srpen 1997.
- Almanach Literárního klubu Petra Bezruče. Vyd. LKPB, 1997.
- Almanach Literárního klubu Petra Bezruče. Vyd. LKPB, 1998.
- Almanach Literárního klubu Petra Bezruče. Vyd. LKPB, 1999.
- Almanach Literárního klubu Petra Bezruče, II. díl. Vyd. LKPB, 2000.
- Almanach Literárního klubu Petra Bezruče. Vyd. LKPB, 2001.
- Almanach Literárního klubu Petra Bezruče. Vyd. LKPB, 2002.
- Almanach Literárního klubu Petra Bezruče. Vyd. LKPB, 2003.
- Almanach Literárního klubu Petra Bezruče. Vyd. LKPB, 2004.
- Almanach Literárního klubu Petra Bezruče. Vyd. LKPB, 2007.
- ALMANACH POESIE VOŠP, vyd. VOŠP v Praze, podzim 1999.
- ALMANACH POESIE VOŠP, vyd. VOŠP v Praze, podzim 2000.
- ALMANACH POEZIE VOŠP, vyd. VOŠP v Praze, podzim 2001.
- ALMANACH POEZIE VOŠP, vyd. VOŠP v Praze, jaro 2003.
- ALMANACH POEZIE VOŠP, vyd. VOŠP v Praze, jaro 2005.
- ALMANACH LITERÁRNÍCH KUKÁTEK. Vyd. Literární klub Dr. Nadi Benešové při Městské knihovně Čáslav, 2002.
- ALMANACH LITERÁRNÍCH KUKÁTEK. Vyd. Literární klub Dr. Nadi Benešové při Městské knihovně Čáslav, 2003.
- ALMANACH LITERÁRNÍCH KUKÁTEK. Vyd. Literární klub Dr. Nadi Benešové při Městské knihovně Čáslav, 2004.
- ALMANACH 2001. TEPLICKÝ ŠLAUCH 2000. Ed. Martin Tomášek. Dotisk v roce 2002.
- LÍROVÁ, Jindra et al. Vyznání Mělníku 730: sborníček básní, jimiž členové mělnického literárního klubu Pegas vyjádřili svůj vztah k Mělníku u příležitosti 730. výročí města. Mělník: Literární klub Pegas, 2004.
- Sborník SOUZNĚNÍ. Vydává Literární klub PEGAS Mělník u příležitosti 15. výročí svého založení. Vyd. Mělník: LK Pegas za podpory JANUA, o.p.s., 2002.
- ŠATÁNKOVÁ, Radana. Profily. Mělník: Literární klub Pegas, 2002.
- TICHÁ VZPOMÍNKA POSTAČÍ… Věnováno surrealistickému básníkovi Oldřichu Wenzlovi (1921–1969). Mělník: Literární klub Pegas, 2002.
- DOKUD BÁSNÍK ZPÍVÁ. Sborník z Literární soutěže Alše Balcárka - 2002. Vyd. JANUA, o.p.s., 2002.
- RODINNÉ A JINÉ SLAVNOSTI. Almanach soutěže Literární Varnsdorf. Ed. Milan Hrabal a kol., 2004.
- BESKYDSKÝ BREVIÁŘ. Ed. Miloslav Oliva. LKPB (Literární klub Petra Bezruče), 2005.
- V HLAVĚ MI ŠUMÍ TAJNÁ ŘEKA. Literární sborník. Okamžik, Praha: 2009.
- DVACET LET LITERÁRNÍHO SPOLKU V JIČÍNĚ 1990–2010. Sborník LISu při Knihovně Václava Čtvrtka v Jičíně. Václav Franc a kol., 2010.
- BÁSNÍCI NAD SOUTOKEM. Sborník prací na počest 25. výročí založení Literárního klubu Pegas Mělník. Ed. Miroslav Sígl. Praha: Powerprint, 2012.
- MĚSTO, MOŘE, KUŘE, STAVENÍ. Sborník současné poezie 2015. Ed. Václav Franc, vl. nákladem, Knihovnicka.cz, listopad 2015.
- ZANECHALI SVOU STOPU. Vzpomínková publikace, věnovaná Václavu Halatovi (1926–2006) a Janu Kukuczkovi (1945–2014). Frýdek-Místek: Kulturní sdružení Bezručův kraj, 2016.
- DUŠE PLNÉ SLOV. Almanach Obce spisovatelů ČR 2017. Red. Daniela Kovářová, Karel Havlíček. Vyd. Havlíček Brain Team, 2017.
- Proměny a emoce MNOHOCHUTI. Kol. autorů, ed. Soňa Čapková. Vydalo nakl. Epika, 2017.
- JASNÁ SETKÁNÍ / KLARE BEGENUNGEN. Česko-německá antologie poezie, ed. Klára Hůrková, Dauphin, 2018.
- RYBÁŘI ODLIVU. Almanach české poezie 2015. Vl. Stibor a kol. Paper Jam, 2015.
- ŘEZBÁŘI STÍNŮ. Almanach české poezie 2016. Vl. Stibor a kol. Paper Jam, 2016.
- ŘEKA ÚSVITU. Almanach české poezie 2017. Vl. Stibor a kol. Paper Jam, 2017.
- NOC PLNÁ ŽEN. Almanach české poezie 2018. Vl. Stibor a kol. Paper Jam, 2018.
- DELTY DOMOVŮ. Almanach české poezie 2019. Vl. Stibor a kol. Paper Jam, 2019.
- CESTA K HOŘE ÚSVITU. Almanach české poezie 2020. Vl. Stibor a kol. Paper Jam, 2020.
- OHLÉDNI SE, NEZKAMENÍŠ. Almanach české poezie 2021. Vl. Stibor a kol. Paper Jam, 2021.
- CHLÉB POUŠTĚ. Almanach české poezie 2022. Vl. Stibor a kol. Paper Jam, 2022.
- MALÁ KNIHA O ODPUŠTĚNÍ. Vl. Stibor a kol. Vyd. Václava Rysková, 2021.
- BLAHOSLAV 2023. Rodinný kalendář CČSH. Vyd. CČSH, 2023.
- BLAHOSLAV 2024. Rodinný kalendář CČSH. Vyd. CČSH, 2024.
- Blahoslav 2025. Rodinný kalendář Církve Československé husitské. Vyd. CČSH, Praha, 2024.
- SIG Literární tvorba - Deset let. Skupina pro tvůrčí psaní v Mense Česko. Ed. Eliška A. Kubičková. 2024.
- DVĚ MINUTY OD PRAVDY... Almanach české poezie 2024. Vladimír Stibor a kolektiv. Vyd. Bc. Václava Rysková, 2024.
- ŠNYT (pivo v poezii a poezie v pivu). Ed. Ivan Motýl. Větrné mlýny, Brno, 2024.

### Editorka – výběr
- František Morkes: HISTORICKÝ PŘEHLED POSTAVENÍ MATURITNÍ ZKOUŠKY A ANALÝZA JEJÍCH FUNKCÍ. Praha: ÚIV-Cermat, nakladatelství Tauris, 2003.
- Martin Šrubař: POCITY DUŠE, vyd. ve Frýdku-Místku v roce 2004.
- Robin Stejskal: PROKLETÁ KAPLE. TPA, 2018.
- Jan Šulec: SOUDCŮV SEN O KŘÍDLECH. TPA, 2019.
- Petr Hubený: BLÍZKÁ SETKÁNÍ SE SMRTÍ. TPA, 2019.
- Jiří Vítovec: ZROZENÍ VRÁNY. TPA, 2020.
- Ivan Fried: BÁSNÍK BEZ JMÉNA (sbírka básní). Il. Kurt Gebauer. Talent Pro ART, 2020.
- Eda Veselý: ČÍŠNICKÉ HUMORESKY (povídky, básně aj.). Il. František Kollman. Talent Pro ART, 2021.
- Petr H. Křivánek: KRIZE MÉHO STŘEDO-VĚKU. TPA, 2021.
- Kolektiv autorů: HAŠEK S NÁMI - HAŠEK V NÁS. Sborník k výročí Jaroslava Haška. 140 let od narození, 100 let od úmrtí. Výběr prací z autorské soutěže územního sdružení Syndikátu novinářů Vysočina. Spolueditor Jaroslav Paclík. Vydalo nakladatelství Talent Pro ART ve spolupráci se Syndikátem novinářů České republiky a Syndikátem novinářů Vysočina, 2023.
- Radana Šatánková a kol.: LAŠSKÁ ČÍTANKA. I. díl: Lašsko v básních, písních, příbězích a vzpomínkách / II. díl: Lašin, Fajne-Mjesto Lašska. Vyd. Krasomil, z.s., Praha, 2024.

### Předmluvy / Doslovy - výběr
- Delicie Nerková: DRUHÉ DĚTSTVÍ (sbírka básní). Epištola čtenářům: R. Šatánková. 2009. Vydáno 2011.
- Eda Veselý: ČARDÁŠ KLAUNŮ. Il. František Kollman. Edice X, 2015.
- Jarmila Hannah Čermáková: DRSNÉ TRESTI (sbírka básní), KAMPE, 2016.
- Proměny a emoce MNOHOCHUTI. Kol. autorů, ed. Soňa Čapková. Vydalo nakl. Epika, 2017.
- Ivan Fried: BÁSNÍK BEZ JMÉNA (sbírka básní). Il. Kurt Gebauer. Talent Pro ART, 2020.
- Eda Veselý: ČÍŠNICKÉ HUMORESKY (povídky, básně aj.). Il. František Kollman. Talent Pro ART, 2021.
- Kolektiv autorů: HAŠEK S NÁMI - HAŠEK V NÁS. Sborník k výročí Jaroslava Haška. 140 let od narození, 100 let od úmrtí. Výběr prací z autorské soutěže územního sdružení Syndikátu novinářů Vysočina. Spolueditor Jaroslav Paclík. Vydalo nakladatelství Talent Pro ART ve spolupráci se Syndikátem novinářů České republiky a Syndikátem novinářů Vysočina, 2023.